# HMS Trumpeter (D09)
HMS Trumpeter (D09), nguyên là tàu sân bay hộ tống USS Bastian (CVE-37) (ký hiệu lườn ban đầu AVG-37 và sau đó là ACV-37) của Hải quân Hoa Kỳ thuộc lớp Bogue, được chuyển cho Hải quân Hoàng gia Anh Quốc và đã hoạt động trong Chiến tranh Thế giới thứ hai.
Bastian được đặt lườn vào ngày 25 tháng 8 năm 1942 tại xưởng đóng tàu của hãng Seattle-Tacoma Shipbuilding ở Tacoma, Washington, và được hạ thủy vào ngày 15 tháng 7 năm 1942. Bastian được chuyển cho Anh Quốc vào ngày 4 tháng 8 năm 1943 theo chương trình Cho thuê-cho mượn, được đổi tên thành HMS Trumpeter (D09), và đã phục vụ trong chiến tranh như một chiếc thuộc lớp Ameer.
Vào ngày 4 tháng 5 năm 1945, máy bay thuộc Phi đội 846 Không lực Hải quân Hoàng gia, gồm tám chiếc Avenger và bốn chiếc Wildcat xuất phát từ Trumpeter, đã góp mặt vào đội hình 44 máy bay trong cuộc tấn công căn cứ U-boat tại Kilbotn thuộc Na Uy, tiêu diệt được nhiều tàu đối phương, bao gồm tàu tiếp liệu tàu ngầm "Black Watch" và tàu ngầm U-711.
Sau chiến tranh, Trumpeter được hoàn trả cho Hoa Kỳ vào ngày 6 tháng 4 năm 1946, được cho rút khỏi danh sách Đăng bạ Hải quân ngày 19 tháng 6 năm 1946, rồi được bán để hoạt động hàng hải thương mại tư nhân dưới tên gọi Alblasserdijk, sau đó đổi thành Irene Valmas.  Nó được tháo dỡ tại Tây Ban Nha vào năm 1971.